# Pleopeltis lepidopteris
Pleopeltis lepidopteris är en stensöteväxtart som först beskrevs av Georg Heinrich von Langsdorff och Fisch., och fick sitt nu gällande namn av De la Sota. Pleopeltis lepidopteris ingår i släktet Pleopeltis och familjen Polypodiaceae. Inga underarter finns listade.